# Q-exponentielle
En mathématiques combinatoires, une q-exponentielle est un q-analogue de la fonction exponentielle, à savoir la fonction propre d'un opérateur de q-dérivation. Il existe de nombreuses q-dérivées, par exemple la q-dérivée classique, l'opérateur d'Askey-Wilson, etc. Par conséquent, contrairement à l'exponentielle classique, les q-exponentielles ne sont pas uniques. Par exemple, {\displaystyle e_{q}(z)} est la q-exponentielle correspondant à la q-dérivée classique tandis que {\displaystyle {\mathcal {E}}_{q}(z)} sont des fonctions propres des opérateurs d'Askey-Wilson.
La q-exponentielle est également connue sous le nom de dilogarithme quantique,.

## Définition
La q-exponentielle {\displaystyle e_{q}(z)} correspondant à la q-dérivée classique est définie par
{\displaystyle e_{q}(z)=\sum _{n=0}^{\infty }{\frac {z^{n}}{n!_{q}}}=\sum _{n=0}^{\infty }{\frac {z^{n}(1-q)^{n}}{(q;q)_{n}}}=\sum _{n=0}^{\infty }z^{n}{\frac {(1-q)^{n}}{(1-q^{n})(1-q^{n-1})\cdots (1-q)}}}
où {\displaystyle n!_{q}} est la q-factorielle et
{\displaystyle (q;q)_{n}=(1-q^{n})(1-q^{n-1})\cdots (1-q)}
est le q-symbole de Pochhammer. Qu'il s'agisse du q-analogue de l'exponentielle découle de la propriété
{\displaystyle \left({\frac {\rm {d}}{{\rm {d}}z}}\right)_{q}e_{q}(z)=e_{q}(z)}
où la dérivée dans le membre de gauche est la q-dérivée. Ce qui précède est facilement vérifié en considérant la q-dérivée du monôme
{\displaystyle \left({\frac {d}{dz}}\right)_{q}z^{n}=z^{n-1}{\frac {1-q^{n}}{1-q}}=[n]_{q}z^{n-1},}
où ici, {\displaystyle [n]_{q}} est le q-symbole de Pochhammer. Pour d'autres définitions de la fonction q-exponentielle, voir Exton (1983), Ismail & Zhang (1994) et Cieśliński (2011) .

## Propriétés
Pour tout réel {\displaystyle q>1}, la fonction {\displaystyle e_{q}(z)} est une fonction entière de {\displaystyle z}. Pour {\displaystyle q<1}, {\displaystyle e_{q}(z)} est régulière sur le disque {\displaystyle |z|<1/(1-q)}.
La fonction et son inverse sont liées par {\displaystyle ~e_{q}(z)~e_{1/q}(-z)=1}.

### Formule d'addition
L'analogue de la relation {\displaystyle \exp(x)\exp(y)=\exp(x+y)} n'est pas réalisée pas pour {\displaystyle x} et {\displaystyle y} réels . Cependant, s'il s'agit d'opérateurs satisfaisant la relation de commutation {\displaystyle xy=qyx}, alors la relation {\displaystyle e_{q}(x)e_{q}(y)=e_{q}(x+y)} est exacte.

## Relations
Pour {\displaystyle -1<q<1}, une fonction étroitement liée est {\displaystyle E_{q}(z).} C'est un cas particulier des séries hypergéométriques basiques,
{\displaystyle E_{q}(z)=\;_{1}\phi _{1}\left({\scriptstyle {0 \atop 0}}\,;\,z\right)=\sum _{n=0}^{\infty }{\frac {q^{\binom {n}{2}}(-z)^{n}}{(q;q)_{n}}}=\prod _{n=0}^{\infty }(1-q^{n}z)=(z;q)_{\infty }.}
Il vient naturellement :
{\displaystyle \lim _{q\to 1}E_{q}\left(z(1-q)\right)=\lim _{q\to 1}\sum _{n=0}^{\infty }{\frac {q^{\binom {n}{2}}(1-q)^{n}}{(q;q)_{n}}}(-z)^{n}={\rm {e}}^{-z}.}

### Relation avec le dilogarithme
{\displaystyle e_{q}(x)} a la représentation en produit infini suivante :
{\displaystyle e_{q}(x)=\prod _{k=0}^{\infty }{\frac {1}{1-q^{k}(1-q)x}}.}
Comme d'autre part, {\displaystyle \ln(1-x)=-\sum _{n=1}^{\infty }{\frac {x^{n}}{n}}}, pour {\displaystyle |q|<1},
{\displaystyle {\begin{aligned}\ln e_{q}(x)&=-\sum _{k=0}^{\infty }\ln(1-q^{k}(1-q)x)\\&=\sum _{k=0}^{\infty }\sum _{n=1}^{\infty }{\frac {(q^{k}(1-q)x)^{n}}{n}}\\&=\sum _{n=1}^{\infty }{\frac {((1-q)x)^{n}}{(1-q^{n})n}}\\&={\frac {1}{1-q}}\sum _{n=1}^{\infty }{\frac {((1-q)x)^{n}}{[n]_{q}n}}\end{aligned}}.}
En prenant la limite lorsque {\displaystyle q\to 1},
{\displaystyle \lim _{q\to 1}(1-q)\ln e_{q}\left({\frac {x}{1-q}}\right)=\mathrm {Li} _{2}(x),}
où {\displaystyle \mathrm {Li} _{2}(x)} est le dilogarithme.